# Agrobate roux

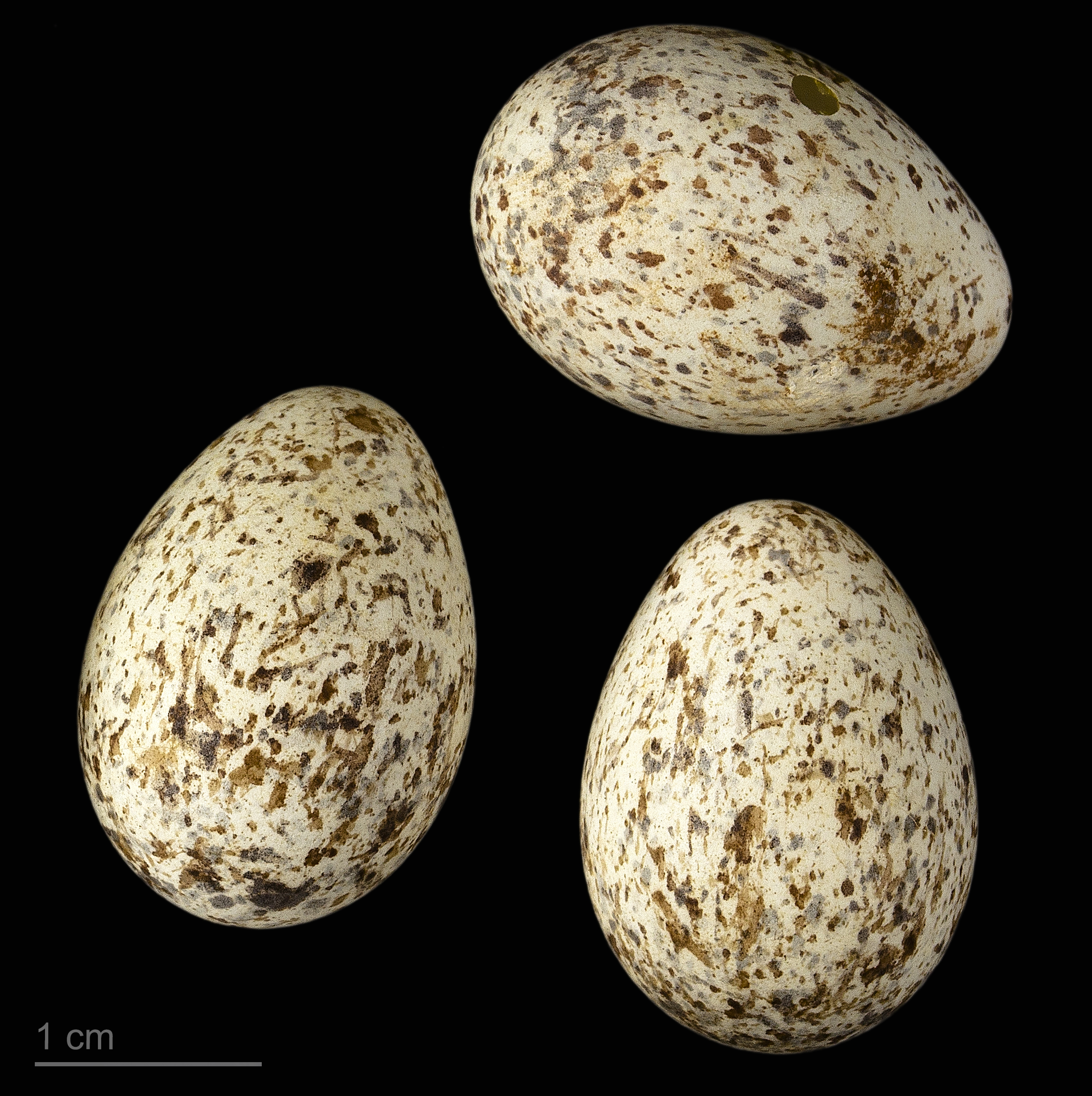
Oeufs de Cercotrichas galactotes - Muséum de Toulouse

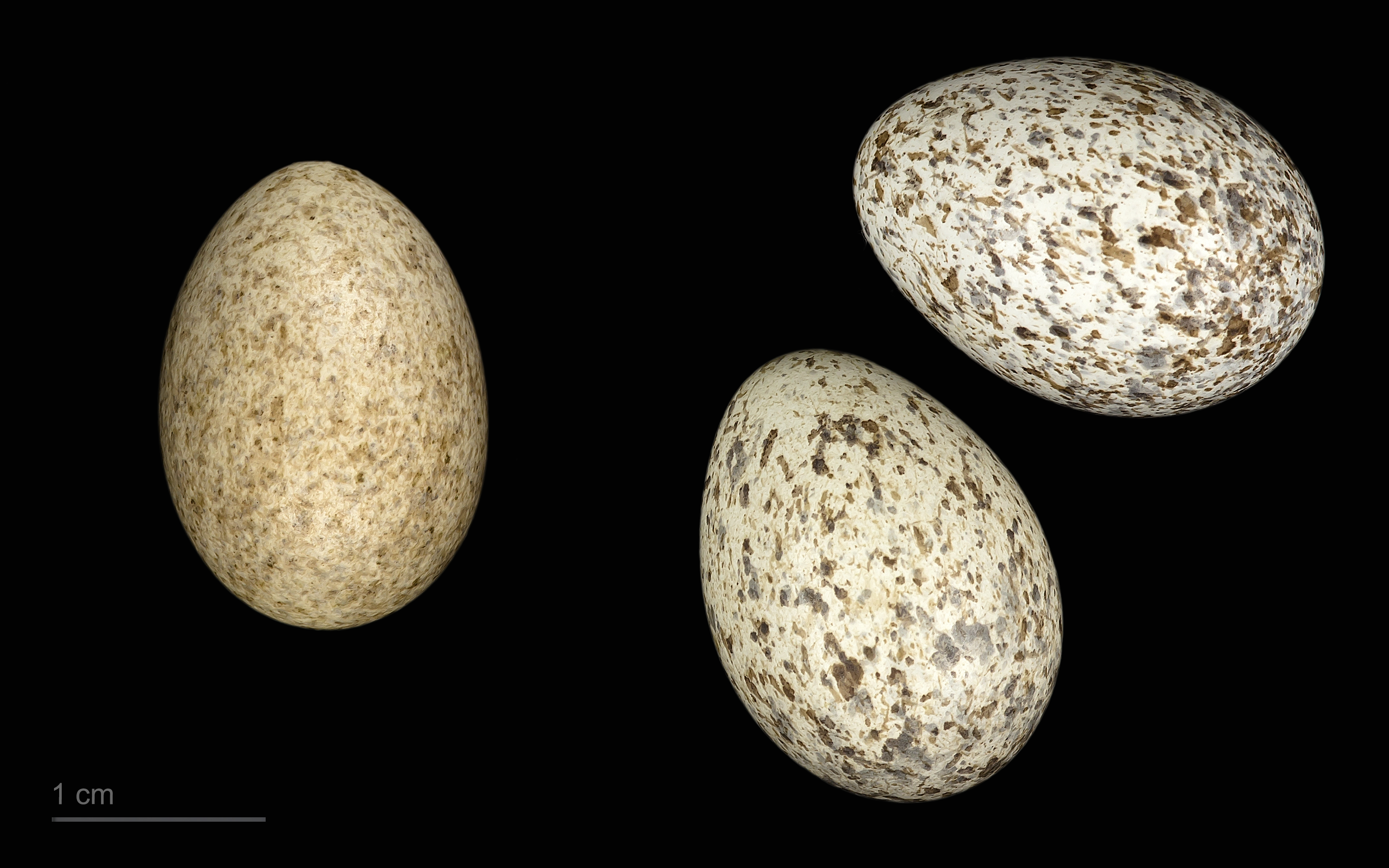
Œuf de Cuculus canorus canorus dans une couvée de Cercotrichas galactotes - Muséum de Toulouse.

Espèce
Synonymes
 * Erythropygia galactotes (protonyme)
Statut de conservation UICN

 LC  : Préoccupation mineure
L'Agrobate roux (Cercotrichas galactotes) est une espèce de petits passereaux dont la silhouette et l'attitude rappellent celles du Rossignol philomèle. C'est un oiseau rarement observé en France (régions méditerranéennes).

## Description
Cet oiseau mesure environ 15 cm de longueur pour une envergure de 22 à 27 cm et une masse de 20 à 25 g.

## Comportement
Cet oiseau vit essentiellement en petits groupes. 

### Reproduction
Après l'accouplement, la femelle pond et couve seule quatre ou cinq œufs, le mâle la ravitaille. L'incubation dure deux semaines. Les oisillons prennent leur envol au bout de 14 jours environ.

### Régime alimentaire
Cet oiseau se nourrit de petits invertébrés, tel des insectes, araignées ou vers de terre, qu'il capture au sol mais aussi parfois en vol.

## Répartition

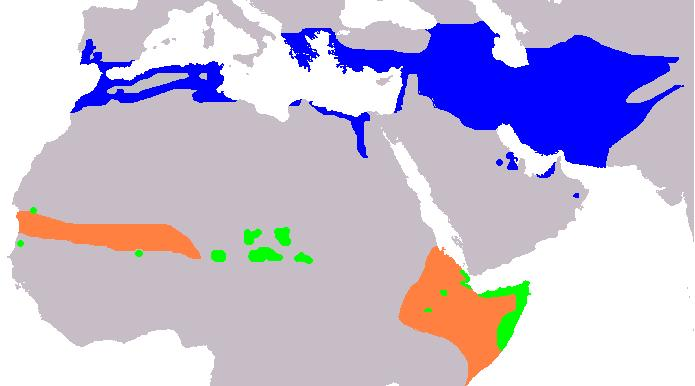

En été, son aire de nidification s'étend du Pakistan au Moyen-Orient, de l'Arménie à la Turquie et au sud des Balkans d'une part, de l'Égypte à l'Afrique du Nord et au centre et au sud-est de l'Espagne, d'autre part.
Son aire d'hivernage s'étend de l'est de l'Afrique subsahélienne à l'Inde.

## Taxonomie
S'appuyant sur diverses études phylogéniques, le Congrès ornithologique international (classification version 4.1, 2014) déplace cette espèce, alors placée dans le genre Erythropygia, dans le genre Cercotrichas.

### Sous-espèces et distribution
D'après la classification de référence (version 5.2, 2015) du Congrès ornithologique international, cette espèce est constituée des 5 sous-espèces suivantes (ordre phylogénique) :
- C. g. galactotes (Temminck, 1820) du sud-ouest de l'Europe, d'Afrique du Nord, du Sinaï, d'Israël, de la Jordanie et du sud de la Syrie ;
- C. g. syriacus (Hemprich et Ehrenberg, 1833) du sud-est de l'Europe, de l'ouest et du centre de la Turquie, du centre de la Syrie et du Liban ;
- C. g. familiaris (Ménétriés, 1832) du Caucase, d'Irak, d'Iran, d'Afghanistan, du Kazakhstan, du sud-est de la Turquie et du nord de la Syrie ;
- C. g. minor (Cabanis, 1850) du ud du Sahara, du centre de la Mauritanie et du Sénégal au Tchad et au nord de la Somalie ;
- C. g. hamertone (Ogilvie-Grant, 1906) de l'est de la Somalie.